# Août 1814

## Événements

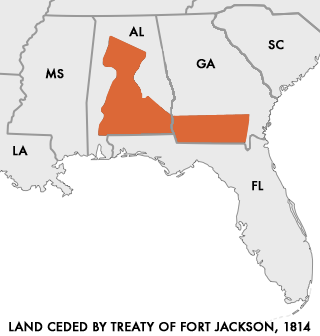
9 août : territoires cédés par les Creek au traité de Fort Jackson

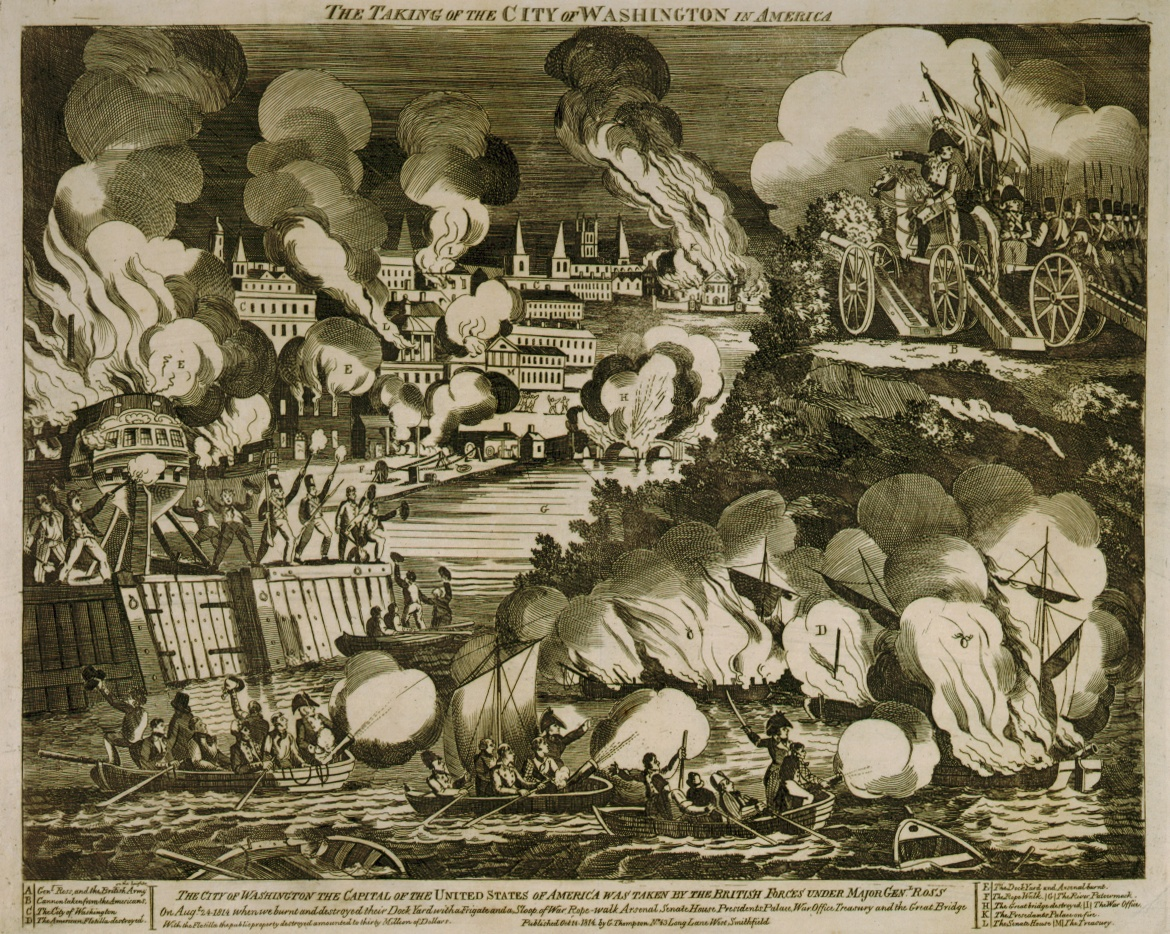
24 août : la ville de Washington la capitale des États-Unis d'Amérique fut prise par les forces britanniques sous les ordres du Général Ross

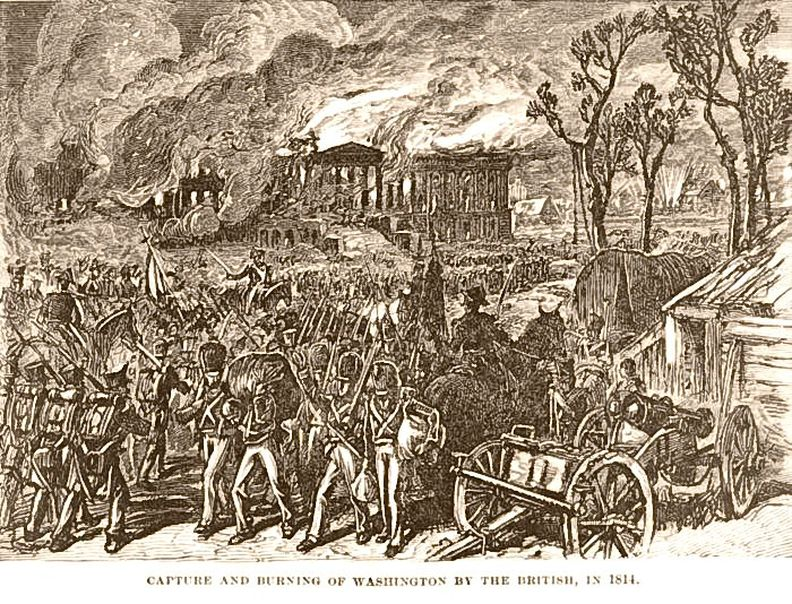
24 août : incendie faisant suite à la prise de la ville de Washington, après la

- France : un débat s’ouvre à l’assemblée sur la restitution des biens nationaux non vendus, qui fait craindre à l’opinion une opération plus vaste dirigée contre tous les biens nationaux. Quinze mille emplois civils et douze mille emplois militaires sont supprimés, de nombreux emplois ne perçoivent plus qu’une demi-solde, alors que six mille emplois militaires sont créés dans la garde royale au profit des émigrés. La Presse royaliste parle de rétablissement des dîmes et de droits féodaux. Toutes ces mesures rendent le roi suspect de mener en sous-main une politique réactionnaire.
- Charles Robert de Nesselrode devient ministre des Affaires étrangères en Russie (1814-1856)[1].

- 4 août - 21 septembre, guerre de 1812 (États-Unis), campagne du Niagara : les Américains défendent avec succès Fort Érié (Ontario) contre l'armée britannique mais l'abandonne plus tard  en raison de la pénurie d'approvisionnements.
- 7 août : le pape Pie VII rétablit solennellement la Compagnie de Jésus dans le monde entier (par la bulle Sollicitudo omnium ecclesiarum), après en avoir discrètement approuvé sa survivance en Russie (en 1801) et dans le royaume de Naples (1804)[2]. Tadeusz Brzozowski, Supérieur des jésuites en Russie, est nommé supérieur général. Le père Pierre-Joseph de Clorivière est chargé de son rétablissement en France.
- 9 août, Guerre Creek  (États-Unis) : traité de Fort Jackson. Les Creeks signent un traité selon les termes duquel ils perdent d’immenses territoires. Le traité accorde aux Indiens des droits individuels de propriété foncière, disloquant la propriété commune de la terre. De 1814 à 1824, par une série de traités signés avec les Indiens du Sud, les Blancs s’approprient les trois quarts de l’Alabama et de la Floride, un tiers du Tennessee, un cinquième de la Géorgie et du Mississippi ainsi que certaines régions du Kentucky et de la Caroline du Nord. Ces traités et ses saisies de terres jettent les bases de l’empire du coton.
- 13 août : convention de Londres Un accord avec le Royaume-Uni prévoit la restitution aux Pays-Bas de toutes leurs colonies sauf Ceylan, le Cap et une partie de la Guyane[3]. L'Afrique du Sud passe sous administration britannique. Les Boers craignent de perdre totalement leur liberté. Au cours des années suivantes, le Royaume-Uni encourage l’implantation de plusieurs milliers de colons britanniques, en particulier autour de Port Elizabeth, et de Port-Natal (Durban).
- 13 août - 6 septembre, guerre de 1812, frontière de Détroit : les Britanniques capturent deux canonnières américaines et reprennent contrôle de l'île Mackinac située sur le lac Huron[4],[5]

- 14 août : convention de Moss. Union personnelle entre la Suède et la Norvège. Le prince Christian-Frédéric renonce à la couronne norvégienne. Le 4 novembre, la Diète proclame Charles XIII de Suède roi de Norvège[6].
- 24 août, guerre de 1812, campagne de Chesapeake : victoire décisive des Britanniques à Bladensburg (Maryland) qui leur permet de capturer et d'incendier Washington. Le Capitole et la Maison-Blanche sont brûlées.
- 29 août - 2 septembre, guerre de 1812, campagne de Chesapeake : raid réussi des Britanniques sur Alexandria (Virginie).
- 31 août, guerre de 1812 : campagne de Chesapeake : La  milice américaine repousse une attaque britannique dans le Comté de Kent (Maryland).

## Naissances
- 9 août : Alexander Willem Michiel Van Hasselt, médecin et naturaliste néerlandais († 1902).
- 11 août : Jeffries Wyman (mort en 1874), médecin, anthropologue et naturaliste américain.
- 12 août : Charles Octave Blanchard, peintre français († 12 juillet 1842).
- 13 août : Anders Jonas Ångström (mort en 1874), astronome et physicien suédois.
- 19 août : Mary Ellen Pleasant, entrepreneuse abolitionniste américaine († 11 janvier 1904).
- 20 août : Raffaele Piria (mort en 1865), scientifique et chimiste italien.

## Décès
- 21 août : Benjamin Thompson (né en 1753), physicien américain.